# اماتیتلان
اماتیتلان (به اسپانیایی: Amatitlán) یک منطقهٔ مسکونی در گواتمالا است که در استان گواتمالا واقع شده‌است.

## خصوصیات
اماتیتلان ۱٬۱۸۸ متر بالاتر از سطح دریا واقع شده‌است.